# Émil Goeldi

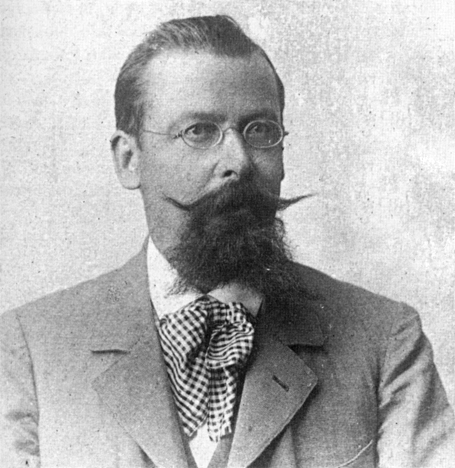
Émil August Goeldi

Émil August Goeldi (Göldi, Emílio Augusto Goeldi, ur. 28 sierpnia 1859 w Ennetbühl, zm. 5 lipca 1917 w Bernie) – szwajcarsko-brazylijski przyrodnik i zoolog.
Studiował zoologię na Uniwersytecie w Jenie, w 1885 roku na zaproszenie Ladislau de Souza Mello Netto, dyrektora brazylijskiego Museu Imperial e Nacional wyjechał do Rio de Janeiro, by pracować w tamtejszym muzeum narodowym (dziś Museu Nacional do Rio de Janeiro). W maju 1890 w związku ze zmianami politycznymi stracił stanowisko.
Został wówczas zaproszony przez gubernatora prowincji Pará, Lauro Sodré, do reorganizacji muzeum historii naturalnej i etnografii w Belém. W pracy wspierali go m.in. Jacques Huber, zoolog Emilie Snethlage, geolodzy Friedrich Katzer i Alexander Karl von Kraatz-Koschlau, oraz Adolpho Ducke, entomolog, etnograf i botanik.
W 1902 roku Museu Paraense de História Natural e Ethnography zostało przemianowane na jego cześć; nosi dziś nazwę Museu Paraense Emílio Goeldi.
W 1905 roku Émil Goeldi z powodów zdrowotnych zrezygnował ze swoich obowiązków i powrócił do Szwajcarii, gdzie zmarł w 1917 roku w wieku 58 lat.
Na jego cześć nazwano wiele gatunków południowoamerykańskiej fauny, m.in.:
- Myrmeciza goeldii – czarnomrowik czerwonooki
- Callimico goeldii – miko czarny
- Flectonotus goeldii – tragarz miskowaty

Jego synem był Oswaldo Goeldi, brazylijski rytownik i rysownik.

## Wybrane prace
- Goeldi, E. A. (1886). Bericht über zwei ältere, unbekannt gebliebene illustrierte Manuskripte portugiesisch-brasilianischer Naturforscher. I. Die zoologischen Zeichnungen von Alexander Rodriguez Ferreira. II. Die zoologischen Zeichnungen von Arruda da Camara. Zoologische Jahrbücher, Jena, 2, 175-184
- Goeldi, E. A. (1892). Zur Orientierung in der Spinnenfauna Brasiliens. Mitteilungen aus dem Osterlande (Neue Folge), 5, 200-248
- Goeldi, E. A. (1897). A lenda amazônica do "cauré". Bol. Mus. Paraense, 2, 430-441
- Goeldi, E. A. (1897). On the nesting of Cassicus persicus, Cassidrix oryzivora, Gymnomystax melanicterus and Todirostrum maculatum. Ibis, 7(3), 361-370
- Goeldi, E. A. (1898 (1897)). A lenda amazônica do "cauré". Bol. Mus. Paraense, 2, 430-441
- Goeldi, E. A. (1900). Sobre a nidificação do Cassicus persicus (japim), do Cassidix oryzivora (graúna), do Gymnomystax melanicterus (aritauá) e do Todirostrum maculatum (ferreirinho). Bol. Mus. Para. Hist. Nat. Ethnogr., (Mus. Para.), 3, 203-210
- Goeldi, E. A. (1904). Against the destruction of white herons and red ibises on the lower Amazon, especially on the Island of Marajó (2 ed.). Belém: Pará
- Geoldi, E. A. (1905). Myrmecologische Mitteilung das Wachsen des Pilzgartens von Atta cephalotes betreffend. Paper presented at the C.r. 6th Congr. Int. Zool., Berne
- Goeldi, E. A. (1905). Beobachtungen über die erste Anlage einer neuen Kolonie von Atta cephalotes. Paper presented at the C.r. 6th Congr. Int. Zool., Berne
- Goeldi, E. A. (1905). Os mosquitos do Pará. Reunião de quatro trabalhos sobre os mosquitos indígenas, principalmente as espécies que molestam o homem. Mem. Museu E. Goeldi, 4, 1-152
- Goeldi, E. A. (1908 (1909)). Microtrogon novo nome genérico proposto para Trogon ramonianus Des Murs. Bol. Mus. Para. Hist. Nat. Ethnogr., (Mus. Pará), 5(1), 92-95
- Goeldi, E. A. (1911). Der Ameisenstaat, seine Entstehung und seine Einrichtung, die Organisation der Arbeit und die Naturwunder seines Haushaltes. Leipzig & Berlin: Teubner